# 李建彤
李建彤（1919年3月26日—2005年2月14日），原名韩愈之，笔名秋心、秋茵，女，河南许昌人，中国作家、政治人物，曾任国务院监察部主任监察专员，中国地质科学院党委副书记。

## 家庭
丈夫是刘景范。